# Квальоя (Тромс)
Квальоя, среща се и под името Сьор Квальоя (на норвежки: Kvalǿy, Sor Kvalǿy) е остров в Норвежко море, край северозападното крайбрежие на Скандинавския полуостров, част от територията на Норвегия – фюлке (област) Тромс. Площ 737 km².
На изток и юг съответно протоците Балсфиорд и Рюстрьоумен го отделят от континента, на североизток протока Гретсун – от остров Рингвасьоя, а на югозапад протока Малангенфиорд – от остров Сеня. Бреговете му са предимно скалисти, силно разчленени от три големи дълбоко врязани в сушата фиорди (най-голям Скулсфиорд, на север), които го поделят на 4 обособени части. Релефът е основно хълмист и нископланински с максимална височина връх Стуре Бломан 737 m. Изграден е главно от гранити и гнайси. Климатът е умерен, морски. Средна януарска температура около 0°С, средна юлска около 12°С, годишна сума на валежите над 1000 mm. Големи участъци са заети от пасища и тундрова растителност. Населението от около 11 300 души (2008 г.) е разпръснато в няколко малки рибарски селища и се занимава предимно с морски риболов (селда, нреска). На изток чрез моста Сандесунд остров Квальоя се свързва с близкия град Тромсьо, а на север чрез тунела Квалсунет с остров Рингвасьоя.